# Henjin no Salad Bowl
Henjin no Salad Bowl (変人のサラダボウル Henjin no Sarada Bōru?, lit. Un tazón de ensaladas de excéntricos), conocida como A Salad Bowl of Eccentrics, es una serie de novelas ligeras japonesas escritas por Yomi Hirasaka e ilustradas por Kantoku. Comenzó a publicarse en octubre de 2021 bajo el sello Gagaga Bunko de Shogakukan y hasta febrero de 2024, se han lanzado seis volúmenes.
Una adaptación al manga ilustrada por Kōtarō Yamada se ha serializado en el sitio web Sunday Webry de Shogakukan desde septiembre de 2022, con sus capítulos recopilados en tres volúmenes tankōbon al mes de noviembre de 2023. Una adaptación al anime producida por SynergySP y Studio Comet se estrenó en abril de 2024.

## Sipnosis
Sōsuke Kaburaya, un detective empobrecido de Japón, conoce a Sara, una princesa de otro mundo con poderes mágicos. Empiezan a vivir juntos y Sara no tarda en adaptar su vida al Japón moderno. Por otro lado, la caballero Livia, que ha sido trasladada siguiendo a Sara, lleva una vida feliz a pesar de no tener hogar. La aparición de dos personas de otro mundo que viven positiva y duramente afecta no solo a Sōsuke sino también a la extraña gente que vive en esta tierra…

## Personajes
Sōsuke Kaburaya (鏑矢 惣助 Kaburaya Sōsuke?)
Seiyū: Makoto Furukawa
Sara Da Odin (サラ・ダ・オディン?)
Seiyū: Hinaki Yano
Livia Do Udis (リヴィア・ド・ウーディス Rivia Do Ūdisu?)
Seiyū: Mao Ichimichi
Priketsu (プリケツ Puriketsu?)
Seiyū: Yō Taichi
Noa Minakami (皆神 望愛 Minakami Noa?)
Seiyū: Akane Fujita
Brenda Aisaki (愛崎 ブレンダ Aisaki Burenda?)
Seiyū: Manami Numakura
Yuna Naganawa (永縄 友奈 Naganawa Yuna?)
Seiyū: Yūki Takada
Haruka Neya (閨 春花 Neya Haruka?)
Seiyū: Mizuki Mano
Isao Kusanagi (草薙 勲 Kusanagi Isao?)
Seiyū: Yōji Ueda
Takeo (タケオ?)
Seiyū: Shinnosuke Tachibana
Suzuki (鈴木?)
Seiyū: Kohsuke Toriumi

## Medios

### Novela ligera
Escrito por Yomi Hirasaka e ilustrado por Kantoku, Henjin no Salad Bowl comenzó su publicación el 19 de octubre de 2021, bajo el sello Gagaga Bunko de Shogakukan. Hasta diciembre de 2022, se han publicado seis volúmenes.

#### Lista de volúmenes
| N.º | Fecha de lanzamiento    | ISBN original          |
| --- | ----------------------- | ---------------------- |
| 1   | 19 de octubre de 2021   | ISBN 978-4-09-453038-4 |
| 2   | 18 de febrero de 2022   | ISBN 978-4-09-453052-0 |
| 3   | 17 de junio de 2022     | ISBN 978-4-09-453073-5 |
| 4   | 20 de diciembre de 2022 | ISBN 978-4-09-453099-5 |
| 5   | 19 de julio de 2023     | ISBN 978-4-09-453136-7 |
| 6   | 19 de febrero de 2024   | ISBN 978-4-09-453166-4 |

### Manga
Una adaptación al manga ilustrada por Kōtarō Yamada comenzó a serializarse en el sitio web Sunday Webry de Shogakukan el 27 de septiembre de 2022. El primer volumen tankōbon se publicó el 10 de febrero de 2023 y hasta junio de 2023, se han publicado tres volúmenes.

#### Lista de volúmenes
| N.º | Fecha de lanzamiento    | ISBN original          |
| --- | ----------------------- | ---------------------- |
| 1   | 10 de febrero de 2023   | ISBN 978-4-09-851640-7 |
| 2   | 12 de junio de 2023     | ISBN 978-4-09-852094-7 |
| 3   | 10 de noviembre de 2023 | ISBN 978-4-09-853011-3 |

### Anime
El 6 de julio de 2023 se anunció una adaptación de la serie de televisión de anime. Será producido por SynergySP y Studio Comet y dirigido por Masafumi Satō, con guiones escritos por Yomi Hirasaka y Kenichi Yamashita, diseños de personajes a cargo de Kazuhiro Fukuchi y la banda sonora producida por Misaki Umase, Tsugumi Tanaka y Hanae Nakamura. La serie se estrenará el 5 de abril de 2024 en TBS y otras cadenas. Wanuka interpretará el tema de apertura "Gifu-ni-ted", mientras que Meiyo Densetsu interpretará el tema de cierre "Konban no Kenka". Crunchyroll obtuvo la licencia de la serie fuera de Asia.

## Recepción
En la edición 2023 de la guía anual de novelas ligeras Kono Light Novel ga Sugoi! de Takarajimasha, Henjin no Salad Bowl ocupó el puesto 22 en la categoría de bunkobon y en el puesto 11 en la categoría de obra nueva.